# Carvin Nkanata
Carvin Nkanata (ur. 6 maja 1991) – kenijski lekkoatleta, sprinter.
W 2014 został brązowym medalistą w biegu na 200 metrów podczas mistrzostw Afryki w Marrakeszu. 

## Osiągnięcia
| Rok  | Impreza                    | Miejsce        | Konkurencja             | Lokata     | Wynik   |
| ---- | -------------------------- | -------------- | ----------------------- | ---------- | ------- |
| 2014 | IAAF World Relays          | Nassau         | sztafeta 4 × 200 metrów | 5. miejsce | 1:22,35 |
| 2014 | Igrzyska Wspólnoty Narodów | Glasgow        | bieg na 200 metrów      | półfinał   | 20,65   |
| 2014 | Igrzyska Wspólnoty Narodów | Glasgow        | sztafeta 4 × 100 metrów | eliminacje | 40,32   |
| 2014 | Mistrzostwa Afryki         | Marrakesz      | bieg na 200 metrów      | 3. miejsce | 20,53   |
| 2015 | Mistrzostwa świata         | Pekin          | bieg na 200 metrów      | eliminacje | 20,43   |
| 2016 | Igrzyska olimpijskie       | Rio de Janeiro | bieg na 200 metrów      | eliminacje | 21,43   |

## Rekordy życiowe
- Bieg na 200 metrów – 20,14 (2015) rekord Kenii[2]
- Bieg na 300 metrów (hala) – 33,04 (2014) rekord Kenii[3]